# 7560 Спадіс
7560 Спадіс (7560 Spudis) — астероїд головного поясу, відкритий 10 січня 1986 року.
Тіссеранів параметр щодо Юпітера — 3,828.